# 팔달로 (수원시)
팔달로(Paldal-ro)는 경기도 수원시 팔달구 육교사거리에서 장안문로터리를 잇는 2.7km 도로이다.

## 노선
| 이름                 | 접속 노선                        | 소재지 | 소재지 | 소재지 | 비고 |
| -------------------- | -------------------------------- | ------ | ------ | ------ | ---- |
| 육교사거리           | 국도제43호선 (수인로) (덕영대로) | 수원시 | 팔달구 | 고등동 |      |
| 고등동삼거리         | 갓매산로                         | 수원시 | 팔달구 | 고등동 |      |
| 고등동사거리         | 고등로                           | 수원시 | 팔달구 | 고등동 |      |
| 화서사거리           | 동말로                           | 수원시 | 팔달구 | 화서동 |      |
| 경기도지사공관교차로 | 팔달로165번길 고화로             | 수원시 | 팔달구 | 화서동 |      |
| 화서문교차로         | 장안로 장안로7번길               | 수원시 | 팔달구 | 화서동 |      |
| 장안문로터리         | 정조로                           | 수원시 | 장안구 | 영화동 |      |

## 주요 건물및 시설
- 새마을금고 서수원 새마을금고 고등지점 (팔달로 41/고등동 336-3)
- 농협 수원축산농협 고등동지점 (팔달로 53/고등동 316-5)
- 파리바게트 수원역푸르지오점 (팔달로 53/고등동 316-5)
- 투썸플레이스 수원고등점 (팔달로 53/고등동 316-5)
- 롯데리아 수원화서점 (팔달로 105/화서동 93-1)
- 아성다이소 화서사거리점 (팔달로 116/화서동 71-117)
- KT 플라자 화서점 (팔달로 117/화서동 71-52)
- S-OIL 푸른현대주유소 (팔달로 137/화서동 71-10)
- 현대자동차 블루핸즈 화서점 (팔달로 151/화서동 70-2)
- S-OIL 케이아이에스 정보통신 장안공원주유소 (팔달로 227/영화동 438-8)
- 이마트24 수원영화용희점 (팔달로 291/영화동 167-1)